# 鈴木亜季
鈴木 亜季（すずき あき、1989年〈昭和64年〉1月2日 - ）は、日本のプロボウリング選手。静岡県焼津市出身。JPBA第41期生。ライセンスNo.445（2008年交付）(株)岩田工業所属。『ボウリング革命 P★League』でのキャッチフレーズは「東海のファンキーガール」。

## 来歴
富士学苑高等学校卒業後にプロテストを受験して合格。
『ボウリング革命 P★League』には第32戦から出場。デビューの第32戦で1回戦・準決勝で連勝し、決勝戦に進出して4連覇を目指す松永裕美と3度目の優勝を目指す吉田真由美と対戦して第3位。その後この試合を含め3度決勝戦に進み、いずれも3位。4度目の決勝進出の第41戦で初優勝した。

## 成績

### 公式戦
2010年
第2回 HANDA CUP フィランスロピー女子 7位
2012年
六甲クイーンズオープン　14位
2014年
ROUND1CupLadies2014 6位
2015年
第10回MKチャリティカップ 3位
ROUND1CupLadies2015 3位
2016年
中日杯2016東海オープン 13位
2017年
2017宮崎プロアマオープントーナメント 6位
中日杯2017東海オープン 15位

### ボウリング革命 P★League
第3位以上のみ明記。
第32戦 3位
第36戦 3位
第37戦 3位
第41戦 優勝
第45戦 3位
第48戦 3位
第54戦 3位
第69戦 3位
第70戦 準優勝
第71戦 3位
第72戦 準優勝
第10シーズンチャンピオン決定戦 準優勝
第75戦 3位